# Stanisław Osostowicz

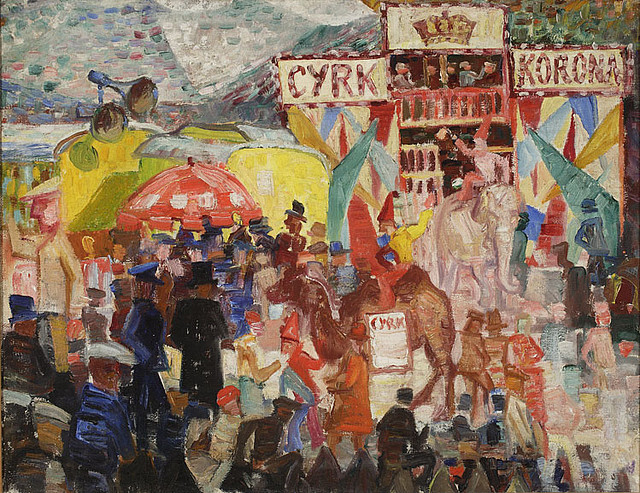
Cyrk (1934)

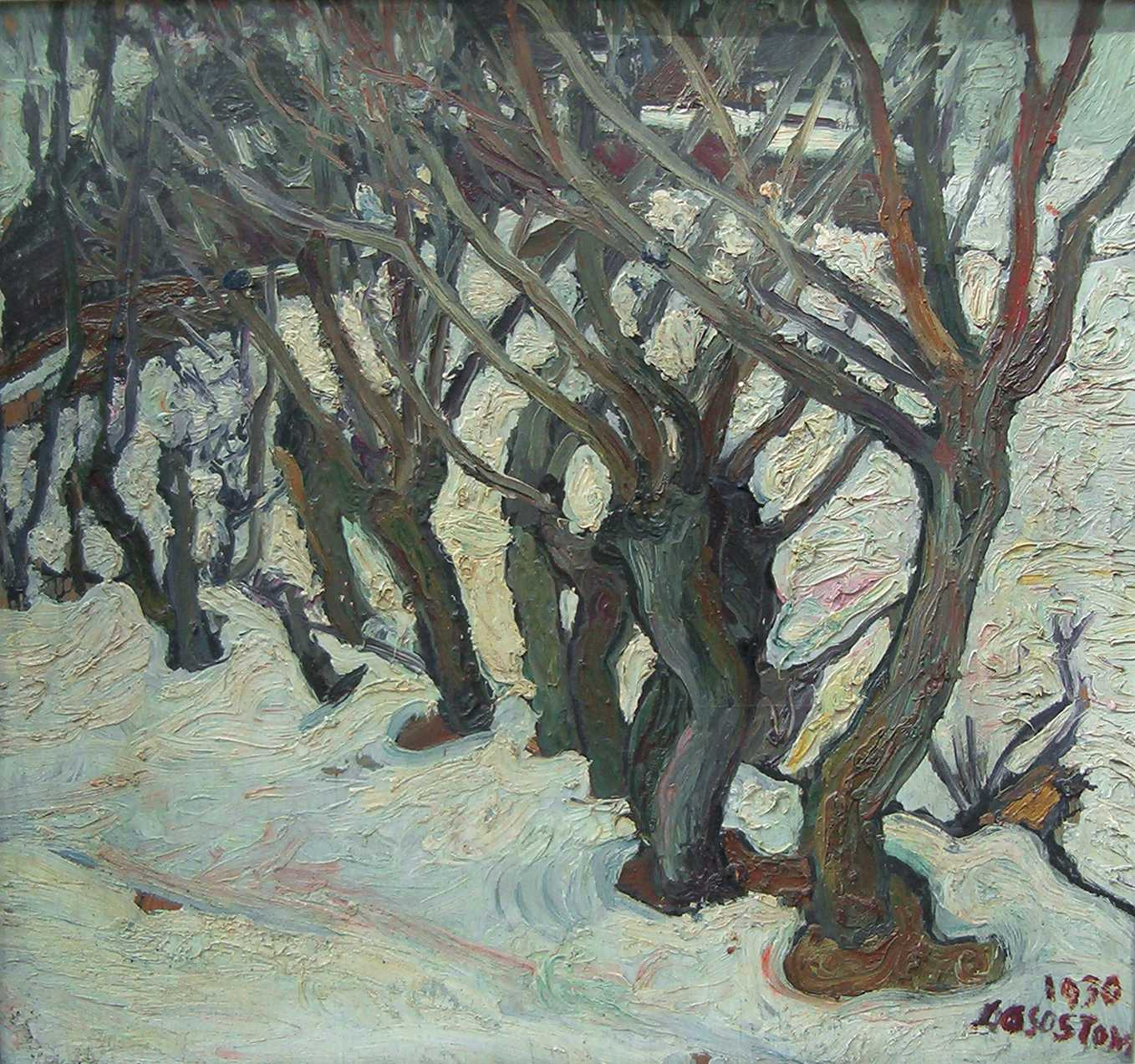
Pejzaż zimowy z drzewami (1930)

Stanisław Witold Osostowicz (ur. 3 maja 1906 w Tarnopolu, zm. 25 września 1939 w Warszawie) – polski artysta malarz, członek Grupy Krakowskiej. 

## Życiorys
Urodził się 3 maja 1906 w Tarnopolu. Po ukończeniu Wydziału Sztuk Zdobniczych i Przemysłu Artystycznego przy Państwowej Szkole Przemysłowej we Lwowie studiował 1927–1932 malarstwo w krakowskiej Akademii Sztuk Pięknych u Fryderyka Pautscha, Ignacego Pieńkowskiego Xawerego Dunikowskiego, Władysława Jarockiego, Kazimierza Sichulskiego i Stanisława Kamockiego. Już jako student został w drodze wyjątku członkiem Towarzystwa Artystów Polskich "Sztuka". Profesor Pautsch uważał go nawet za swojego następcę. Na początku lat trzydziestych zaczął sympatyzować z lewicą, zaprzyjaźnił się z Jonaszem Sternem, Saszą Blonderem i Henrykiem Wicińskim. W 1931 uczestniczył w tworzeniu grupy artystycznej „Żywi”, która w 1932 dała początek Grupie Krakowskiej. W 1932 namalował swoją pracę dyplomową „Epopea Chłopska”, która jako radykalna społecznie została decyzją rektora Akademii usunięta wraz z kilkoma innymi przy udziale policji z wystawy podyplomowej.
Siedmiu studentów zostało aresztowanych, a Stanisław Osostowicz oraz Leopold Lewicki i Adam Franciszek Jaźwiecki zostali relegowani z uczelni.
Odrzucone obrazy zostały wystawione w lokalu ZPAP w Krakowie, co przyczyniło się do powstania przy poparciu Leona Chwistka Grupy Krakowskiej. W 1933 przeniósł się do Lwowa, gdzie wszedł w lewicowe środowisko, reprezentowane m.in. przez Henryka Strenga, późniejszego Marka Włodarskiego. W 1939 został zatrudniony w charakterze rysownika przez Muzeum Narodowe w Warszawie. Zginął podczas bombardowania oblężonej Warszawy.
12 czerwca 1935 Komitet Krzyża i Medalu Niepodległości odrzucił wniosek o nadanie mu tego odznaczenia „z powodu braku pracy niepodległościowej”.